# 多脉楼梯草
多脉楼梯草（学名：Elatostema pseudoficoides）为荨麻科楼梯草属的植物，是中国的特有植物。分布于中国大陆的湖北、云南、四川等地，生长于海拔1,200米至2,200米的地区，多生在林边、山谷林中以及溪边，目前尚未由人工引种栽培。

## 异名
- Elatostema pseudoficoides W. T. Wang var. pubicaule W. T. Wang